# 2С15 «Норов»
2С15 «Норов» — радянська експериментальна протитанкова самохідна артилерійська установка (САУ), створена на базі самохідної гаубиці 2С1. Серійно не випускалася.

## Історія створення
У 1970-ті роки XX століття окреслилися нові вимоги до протитанкових засобів. Протитанкові САУ мали бути мобільними, мати можливість участі в контратаках і підбивати танки на значних відстанях від вогневої позиції. Тому рішенням військово-промислового комплексу СРСР від 17 травня 1976 року низці підприємств було видано завдання на розробку легкої 100-мм самохідної протитанкової гармати. До складу зброї мав входити автоматичний радіолокаційний комплекс управління вогнем. Як базу передбачалося використовувати самохідну гаубицю 2С1. Проєкт отримав кодове ім'я «Норов».
Головним підприємством було призначено Юргінський машинобудівний завод. За автоматичний радіолокаційний комплекс відповідало тульське ОКБ НДІ «Стріла».
Експериментальні зразки 2С15 мав виготовити  завод «Арсенал»[який?]. Але завод не вклався у визначені терміни, тому їх було зсунуто на 1981 рік. Однак і до цього терміну експериментальні зразки не були готові. Випробування комплексу розпочалися лише у 1983 році. На цей час виявилися проблеми та недоробки та в інших співвиконавців проєкту САУ. Випробування було закінчено у 1985 році. 
Але в цей час на озброєння низки країн надійшли нові зразки танків, проти лобової броні яких 100-мм артилерія була малоефективна — тому комплекс «Норов» був визнаний безперспективним, і всі роботи з цієї теми рішенням військово-промислового комплексу СРСР від грудня 1985 були закриті.